# Salma Amani
Salma Amani (* 28. November 1989 in Rabat) ist eine französisch-marokkanische Fußballspielerin.

## Karriere

### Verein
Amani startete ihre Karriere mit den Jugendteams des Ploërmel FC. Zur Saison 2004/05 gab sie ihr Debüt in der U-17-Mannschaft des Lorient Sports Football Féminin. Nachdem sie ein Spiel nur für die U-17 des LSFF gespielt hatte, wechselte sie in der Saison 2005/06 in die Division 1 Féminine zum CNFE Clairefontaine, wo sie am 11. September 2005 ihr Profi-Debüt gegen die ASJ Soyaux gab. Nachdem sie in zwei Jahren für Clairefontaine zu 32 Einsätzen gekommen war, wechselte sie im Sommer 2007 zu Saint-Brieuc Football Féminin. Bei den Briochins entwickelte sie sich zur Leistungsträgerin und erzielte bis zum Juni 2011 sieben Tore in 47 Spielen. Zu Saisonbeginn 2011/12 schloss sich die Frauenfußballabteilung von Saint-Brieuc dem benachbarten Profiverein EA Guingamp an, und Salma Amani vollzog diesen Wechsel mit. Ab 2017 trug sie den Dress des Erstliganeulings FC Fleury, von dem sie 2019 zum Zweitdivisionär FF Issy wechselte; obwohl ihr mit Issy prompt der Aufstieg in die höchste Spielklasse gelang, verpflichtete sie sich 2020 vertraglich beim Ligakonkurrenten FCO Dijon, wo sie mit ihrer Routine die zentrale Rolle von Élise Bussaglia übernehmen sollte. Weitere zwölf Monate darauf kehrte sie in die Bretagne zurück, um für den Zweitdivisionär US Saint-Malo zu spielen.

### Nationalmannschaft
Salma Amani, die seit ihrer Kindheit in Frankreich lebt, kam 2004 und 2005 insgesamt dreimal für die französische U-17-Auswahl zum Einsatz – alle drei Partien fanden gegen die deutschen Altersgenossinnen statt, alle drei endeten für Amanis Team mit einer Niederlage. Danach trug sie den französischen Nationaldress nicht wieder.
Am 31. Dezember 2011 wurde sie für die Marokkanische Fußballnationalmannschaft der Frauen für die Qualifikationsspiele zur Afrikameisterschaft 2012 nominiert. Die Endrunde in Äquatorialguinea erreichten Marokkos Frauen darin allerdings nicht.